# Akt oskarżenia Donalda Trumpa w Nowym Jorku
30 marca 2023 Donald Trump, prezydent Stanów Zjednoczonych w latach 2017–2021, został oskarżony przez wielką ławę przysięgłych (ang. grand jury) z Manhattanu w Nowym Jorku o fałszowanie dokumentacji biznesowej w kontekście wypłat pieniężnych dokonanych na rzecz aktorki filmów pornograficznych Stormy Daniels przed wyborami prezydenckimi w USA w 2016. Trumpowi postawiono 34 zarzuty fałszowania dokumentacji biznesowej pierwszego stopnia. W Nowym Jorku fałszowanie dokumentacji biznesowej jest wykroczeniem, ale może stać się przestępstwem, jeśli jest dokonane w celu ułatwienia innego przestępstwa.
Zarzuty były efektem wielomiesięcznej pracy prokuratora okręgowego Manhattanu Alvina Bragga i jego zespołu śledczego, skoncentrowanej na sprawdzeniu, czy Trump sfałszował dokumentację biznesową w sposób, który mógłby stanowić naruszenie finansów kampanii prezydenckiej w 2016. Według śledczych czeki, które Trump wypisał swojemu prawnikowi Michaelowi Cohenowi za usługi prawne podczas kampanii wyborczej w 2016, w rzeczywistości stanowiły zwrot 130 tysięcy dolarów, które Cohen miał przekazać w dniach poprzedzających wybory prezydenckie aktorce filmów pornograficznych Stormy Daniels jako zapłatę za milczenie w sprawie jej rzekomego intymnego spotkania z Trumpem.
W trakcie śledztwa, które doprowadziło do wniesienia aktu oskarżenia, Trump oskarżył prokuratora Alvina Bragga o motywacje polityczne. Trump, który mieszka na Florydzie, udał się do Nowego Jorku 3 kwietnia i po południu 4 kwietnia poddał się w biurze prokuratora okręgowego na Manhattanie. Po postawieniu w stan oskarżenia natychmiast wrócił na Florydę. Trump nie przyznał się do żadnego z zarzutów. Następne osobiste przesłuchanie zaplanowano na 4 grudnia w Nowym Jorku.
Trump jest pierwszym prezydentem USA postawionym w stan oskarżenia. Akt oskarżenia prezydenta porusza nowe i złożone kwestie prawne w amerykańskim prawodawstwie. Kilka miesięcy przed postawieniem go w stan oskarżenia Trump zadeklarował, że wystartuje w wyborach prezydenckich w 2024. Ani akt oskarżenia, ani żaden wyrok skazujący nie sprawiłyby, że Trump byłby prawnie pozbawiony prawa do kandydowania. Po zwycięstwie w wyborach w listopadzie 2024 roku jego wyrok został tymczasowo zawieszony. Trump powiedział, że odwoła się od wyroku skazującego, ale może to zrobić dopiero po ogłoszeniu wyroku. Po serii opóźnień i zwycięstwie Trumpa w wyborach prezydenckich w 2024 roku, 10 stycznia 2025 roku sąd udzielił mu bezwarunkowego zwolnienia.